# Rodolfo Torti
Rodolfo Torti (Roma, Italia, 24 de junio de 1947) es un dibujante de cómic, animador, pintor y docente italiano.

## Biografía
Se graduó en el "Istituto per la Cinematografia e la Televisione" e inicialmente trabajó en el sector de la animación y del diseño gráfico publicitario. En 1970, debutó en el mundo de la historieta, gracias a colaboraciones con las editoriales Aprea (Croce di Guerra) y Corbi ( Nuovo Flash). A partir de 1973, trabajó para Skorpio y Lanciostory, realizando varias historias autoconclusivas. En 1979 empezó su colaboración con Il Giornalino de Edizioni Paoline, dibujando Jackson Ranch, Firemen, Area di Servizio y Rosco & Sonny, una historieta de Claudio Nizzi. Al mismo tiempo, colaboró con otras editoriales: en 1984, inició a dibujar la serie Jan Karta de Roberto Dal Prà para la revista Orient Express, un cómic cuyo protagonista es un detective alemán de los años 1930, que tuvo un buen éxito internacional; la serie siguió siendo editada por Comic Art.
El editor de esta rivista, Rinaldo Traini, ofreció a Torti el papel de responsable artístico de su editorial. El historietista romano colaboró a la creación de Rudy X, personaje creado por el mismo Traini. Para la editorial francesa Dargaud ilustró Léo Greco, con textos de Roberto Dal Prà. Posteriormente, Torti empezó una larga colaboración con la editorial Bonelli, para la que dibujó junto a Iginio Straffi un episodio de Nick Raider con guion de Claudio Nizzi, para luego entrar a formar parte del equipo de Martin Mystère. En 2017, con guion de Roberto Dal Prà y Massimo Filadoro, ilustró para la editorial Áurea La mano della donna rossa, la primera de las tres historias del Detective Caniveau. En 2019, ilustró un álbum especial de Tex, bajo textos de Claudio Nizzi.
Es docente de la Scuola internazionale dei Comics de Roma.